# Woxx
Woxx est un journal hebdomadaire indépendant d'expression française, allemande et luxembourgeoise au Luxembourg.

## Histoire
Fondé sous le titre de GréngeSpoun : hebdomadaire pour une alternative écologique et sociale en 1988, le journal réunit des membres du parti écologiste du Parti de l'alternative verte (GAP) comme François Bausch, Jean Huss (lb) et Renée Wagener. Son nom d'origine est un jeu de mots désignant aussi bien du vert-de-gris qu'un enfant écologiste inexpérimenté. Par ailleurs le numéro zéro du 23 septembre est publié d'abord comme un mensuel. 
À l'automne 2000, dans la perspective de se détacher de son lectorat d'origine orienté vers l'écologie politique, l'hebdomadaire change de nom pour woxx. 

## Diffusion et audience
Selon une étude réalisée par l'Institut luxembourgeois de recherches sociales et d'études de marchés (TNS Ilres), menée de mi-février à fin juin 2019 puis de mi-septembre 2019 à mi-février 2020, sur deux échantillons de 4 133 personnes interrogées pour le volet presse et 4 112 pour le volet audiovisuel représentatifs de la population résidant au Luxembourg, l'hebdomadaire a une audience de 5 900 individus âgés de 15 ans et plus soit 1,10 % de la population totale.